# بوشيني قطبي شمالي
بوشيني قطبي شمالي (الاسم العلمي: Puccinia arctica) هو نوع من الفطريات يتبع جنس البوشيني من فصيلة البوشينية.